# Basketbol'nyj klub Spartak Primor'e Vladivostok
Lo Spartak Primor'e Vladivostok in russo Спартак-Приморье? è una società cestistica avente sede nella città di Vladivostok, in Russia. Fondata nel 1999, gioca nel campionato russo.
Disputa le partite interne nello SK Olimpiets, che ha una capacità di 1.250 spettatori.

## Palmarès
- Superliga 1: 2

2010-2011, 2017-2018